# Герб Александровского района (Донецкая область)
Герб Александровского района — официальный символ Александровского района Донецкой области, утвержденный решением № 23/17-163 сессии районного совета от 8 августа 2001 года.

## Описание
На щите, пересеченном зеленым и лазурным, кольцо, составленное из серебряной рыбы и двух золотых колосьев. Щит обрамлен венком из кукурузы и подсолнухов, перевитой лазурной лентой с надписью «Александровский район».